# Punta Valgrande
Punta Valgrande är en bergstopp i Schweiz.   Den ligger i kantonen Valais, i den södra delen av landet, 100 km sydost om huvudstaden Bern. Toppen på Punta Valgrande är 2 857 meter över havet, eller 129 meter över den omgivande terrängen. Bredden vid basen är 0,64 km.
Terrängen runt Punta Valgrande är huvudsakligen mycket bergig. Närmaste större samhälle är Brig, 15,6 km nordväst om Punta Valgrande. 
I omgivningarna runt Punta Valgrande växer i huvudsak blandskog. Runt Punta Valgrande är det mycket glesbefolkat, med 3 invånare per kvadratkilometer.